# Motion (album của Calvin Harris)
Motion là album phòng thu thứ tư của DJ và nhà sản xuất thu âm người Scotland Calvin Harris, được phát hành vào ngày 31 tháng 10 năm 2014 bởi Fly Eye Records và Columbia Records. Album có sự hợp tác của các ca sĩ Ellie Goulding, Gwen Stefani, John Newman và Tinashe; rapper Big Sean; các DJ Alesso, R3hab, Ummet Ozcan và Firebeatz; và các nhóm Hurts, Haim và All About She.
Album nhận được nhiều ý kiến trái chiều từ giới phê bình. Motion khởi đầu tại vị trí thứ hai trên bảng xếp hạng UK Albums Chart, với 37.325 bản đã được bán chỉ trong tuần đầu tiên. Nó khởi đầu tại ví trí thứ năm trên bảng xếp hạng Billboard 200 ở Hoa Kỳ, và trở thành album quán quân thứ hai liên tiếp của Harris trên bảng xếp hạng Dance/Electronic Albums. Ba đĩa đơn đầu tiên của album—"Under Control", "Summer" và "Blame"—đều đứng đầu bảng xếp hạng UK Singles Chart. Các đĩa đơn khác được phát hành từ album bao gồm "Outside", "Open Wide" và "Pray to God".

## Bối cảnh
Tựa đề, ảnh bìa và ngày phát hành của album được chính thức tiết lộ vào ngày 25 tháng 9 năm 2014. Vào ngày 5 tháng 10, Harris đăng lên Twitter danh sách các nghệ sĩ hợp tác trong album, bao gồm có Ellie Goulding, Ummet Ozcan, Big Sean, R3hab, Gwen Stefani, Haim, Tinashe và All About She.

## Các đĩa đơn
| Đánh giá chuyên môn  | Đánh giá chuyên môn |
| Điểm trung bình      | Điểm trung bình     |
| Nguồn                | Đánh giá            |
| -------------------- | ------------------- |
| Metacritic           | 57/100              |
| Nguồn đánh giá       |                     |
| Nguồn                | Đánh giá            |
| AllMusic             | [ 5 ]               |
| Billboard            | [ 6 ]               |
| Entertainment Weekly | B                   |
| The Guardian         | [ 8 ]               |
| Los Angeles Times    | [ 9 ]               |
| Newsday              | B+                  |
| PopMatters           | [ 11 ]              |
| Rolling Stone        | [ 12 ]              |
| Slant Magazine       | [ 13 ]              |
| USA Today            | [ 14 ]              |

"Under Control", một bài hát hợp tác với DJ người Thụy Điển Alesso và bộ đôi người Anh Hurts, là đĩa đơn đầu tiên từ Motion được phát hành ngày 7 tháng 10 năm 2013. Bài hát khởi đầu tại vị trí thứ nhất trên bảng xếp hạng UK Singles Chart, và được xếp hạng trong top 10 tại Phần Lan, Ireland, Na Uy và Thụy Điển.
"Summer" là đĩa đơn thứ hai từ album được phát hành ngày 14 tháng 3 năm 2014. Nó đã đạt tới vị trí thứ nhất tại Vương quốc Anh và Ireland, và được xếp hạng vào top 5 các bản hit tại các quốc gia như Úc, Canada, Đức, Na Uy và Thụy Điển. Nó cũng trở thành đĩa đơn solo được xếp hạng cao nhất của Harris trên bảng xếp hạng Billboard Hot 100, đạt cao nhất tại vị trí thứ bảy.
"Blame" hợp tác với ca sĩ người Anh John Newman, là đĩa đơn thứ ba từ album và được phát hành ngày 7 tháng 9 năm 2014. Bài hát đã trở thành đĩa đơn quán quân thứ năm của Harris trong vai trò nghệ sĩ chính (và thứ bảy tổng cộng) trên bảng xếp hạng UK Singles Chart. Ở các quốc gia khác, "Blame" đạt cao nhất tại vị trí thứ nhất tại Phần Lan, Na Uy và Thụy Điển, và đạt vị trí thứ 19 trên bảng xếp hạng Billboard Hot 100.
"Outside" là đĩa đơn thứ tư từ album được phát hành ngày 20 tháng 10 năm 2014, hợp tác với ca sĩ Ellie Goulding. Đĩa đơn đạt tới vị trí thứ sáu trên bảng xếp hạng UK Singles Chart. Nó cũng đạt cao nhất tại vị trí thứ nhất ở Đức và Phần Lan, và cũng được xếp hạng trong top 5 ở Ireland, Na Uy và Thụy Điển, top 10 ở Úc và New Zealand, và top 30 ở Hoa Kỳ.
"Open Wide", hợp tác với Big Sean, ban đầu được phát hành như là đĩa đơn quảng bá thứ hai từ album vào ngày 27 tháng 10 năm. Đây là phiên bản có lời của bản nhạc "C.U.B.A" được phát hành trên Beatport vào ngày 21 tháng 7 năm 2014. Bài hát đạt cao nhất vị trí thứ 23 trên bảng xếp hạng UK Singles Chart. "Open Wide" đã được gửi cho đài radio rhythmic contemporary tại Hoa Kỳ vào ngày 27 tháng 1 năm 2015 như là đĩa đơn thứ năm từ album.
"Pray to God", hợp tác với ban nhạc Mỹ Haim, là đĩa đơn thứ sáu và cuối cùng từ album được phát hành ngày 9 tháng 3 năm 2015. Bài hát đạt tới vị trí thứ 10 trên bảng xếp hạng Australian Singles Chart và thứ 35 trên bảng xếp hạng UK Singles Chart.

### Các đĩa đơn quảng bá và các bài hát khác
"Slow Acid" là đĩa đơn quảng bá đầu tiên từ album được phát hành ngày 15 tháng 10 năm 2014. Bài hát đạt vị trí thứ 86 trên bảng xếp hạng UK Singles Chart.
"Burnin'", một bài hát cộng tác với DJ người Hà Lan R3hab, là đĩa đơn quảng bá thứ hai được phát hành ngày 29 tháng 10 năm 2014 thông qua Beatport.
"Overdrive", cộng tác với DJ người Hà Lan Ummet Ozcan, là đĩa đơn quảng bá thứ ba được phát hành ngày 22 tháng 12 năm 2014 thông qua Beatport. Nó đã được đổi tên thành "Overdrive (Part 2)" vì đã được phối lại một chút.
Mặc dù không được phát hành thành đĩa đơn, "Faith" vẫn đạt vị trí thứ 31 trên bảng xếp hạng Hot Dance/Electronic Songs tại Hoa Kỳ, thứ 33 trên bảng xếp hạng UK Dance Singles Chart và thứ 178 trên bảng xếp hạng French Singles Chart.

## Thành công thương mại
Motion khởi đầu tại vị trí thứ hai trên bảng xếp hạng UK Albums Chart, bán được 37.325 bản trong tuần đầu tiên. Tại Hoa Kỳ, nó đã lọt vào bảng xếp hạng Billboard 200 tại vị trí thứ hai với doanh số tuần đầu tiên là 35.000 bản, trở thành album top 10 đầu tiên của Harris trên bảng xếp hạng này, cũng là doanh số trong tuần cao nhất của anh tại Hoa Kỳ. Nó cũng trở thành album thứ hai của anh đứng đầu bảng xếp hạng Billboard Dance/Electronic Albums, tiếp sau 18 Months (2012). Tính tới tháng 1 năm 2015, album đã bán được 66.000 bản tại Hoa Kỳ. Album cũng khởi đầu tại vị trí thứ hai trên bảng xếp hạng Canadian Albums Chart với 7.300 bản đã bán trong tuần đầu tiên.

## Danh sách bài hát
| STT | Nhan đề                                         | Sáng tác                                   | Sản xuất              | Thời lượng |
| --- | ----------------------------------------------- | ------------------------------------------ | --------------------- | ---------- |
| 1.  | "Faith"                                         | Calvin Harris John Newman Steve Mac        | Harris                | 3:39       |
| 2.  | "Under Control" (cùng Alesso hợp tác với Hurts) | Harris Alessandro Lindblad Theo Hutchcraft | Harris Alesso         | 3:04       |
| 3.  | "Blame" (hợp tác với John Newman)               | Harris John Newman James Newman            | Harris                | 3:32       |
| 4.  | "Love Now" (hợp tác với All About She)          | Harris All About She                       | Harris                | 3:38       |
| 5.  | "Slow Acid"                                     | Harris                                     | Harris                | 3:41       |
| 6.  | "Outside" (hợp tác với Ellie Goulding)          | Harris Goulding                            | Harris                | 3:47       |
| 7.  | "It Was You" (cùng Firebeatz)                   | Harris Firebeatz                           | Harris Firebeatz      | 3:44       |
| 8.  | "Summer"                                        | Harris                                     | Harris                | 3:42       |
| 9.  | "Overdrive" (cùng Ummet Ozcan)                  | Harris Ozcan                               | Harris Ozcan          | 4:51       |
| 10. | "Ecstasy" (hợp tác với Hurts)                   | Harris Hutchcraft                          | Harris                | 3:41       |
| 11. | "Pray to God" (hợp tác với Haim)                | Harris Haim Ariel Rechtshaid               | Harris Rechtshaid [a] | 3:52       |
| 12. | "Open Wide" (hợp tác với Big Sean)              | Harris Big Sean                            | Harris                | 3:07       |
| 13. | "Together" (hợp tác với Gwen Stefani)           | Harris Stefani Benjamin Levin Ryan Tedder  | Harris                | 3:38       |
| 14. | "Burnin'" (cùng R3hab)                          | Harris R3hab                               | Harris R3hab          | 3:54       |
| 15. | "Dollar Signs" (hợp tác với Tinashe)            | Harris Tinashe                             | Harris                | 3:56       |

| Các bài hát bổ sung trong phiên bản tại Nhật Bản | Các bài hát bổ sung trong phiên bản tại Nhật Bản                                     | Các bài hát bổ sung trong phiên bản tại Nhật Bản | Các bài hát bổ sung trong phiên bản tại Nhật Bản | Các bài hát bổ sung trong phiên bản tại Nhật Bản |
| STT                                              | Nhan đề                                                                              | Sáng tác                                         | Sản xuất                                         | Thời lượng                                       |
| ------------------------------------------------ | ------------------------------------------------------------------------------------ | ------------------------------------------------ | ------------------------------------------------ | ------------------------------------------------ |
| 16.                                              | "Under Control" (Sunnery James và Ryan Marciano Mix) (cùng Alesso hợp tác với Hurts) | Harris Lindblad Hutchcraft                       | Harris Alesso                                    | 6:03                                             |
| 17.                                              | "Summer" (R3hab & Ummet Ozcan Remix)                                                 | Harris                                           | Harris                                           | 4:43                                             |

Ghi chú
- ^a  là một nhà sản xuất khác cũng tham gia

## Xếp hạng
| Bảng xếp hạng (2014–16)                       | Vị trí xếp hạng cao nhất |
| --------------------------------------------- | ------------------------ |
| Album Úc (ARIA)                               | 3                        |
| Australian Dance Albums (ARIA)                | 1                        |
| Album Áo (Ö3 Austria)                         | 13                       |
| Album Bỉ (Ultratop Vlaanderen)                | 20                       |
| Album Bỉ (Ultratop Wallonie)                  | 18                       |
| Album Canada (Billboard)                      | 2                        |
| Album Đan Mạch (Hitlisten)                    | 8                        |
| Album Hà Lan (Album Top 100)                  | 25                       |
| Album Phần Lan (Suomen virallinen lista)      | 14                       |
| Album Pháp (SNEP)                             | 20                       |
| Album Đức (Offizielle Top 100)                | 20                       |
| Album Ireland (IRMA)                          | 5                        |
| Album Ý (FIMI)                                | 16                       |
| Japanese Albums (Oricon)                      | 25                       |
| Album México (Top 100 Mexico)                 | 11                       |
| Album New Zealand (RMNZ)                      | 4                        |
| Album Na Uy (VG-lista)                        | 3                        |
| Album Ba Lan (ZPAV)                           | 46                       |
| Album Bồ Đào Nha (AFP)                        | 23                       |
| Album Scotland (OCC)                          | 1                        |
| South Korean Albums (Gaon)                    | 79                       |
| Album Tây Ban Nha (PROMUSICAE)                | 24                       |
| Album Thụy Điển (Sverigetopplistan)           | 4                        |
| Album Thụy Sĩ (Schweizer Hitparade)           | 2                        |
| Album Anh Quốc (OCC)                          | 2                        |
| Album Anh Quốc Dance (OCC)                    | 1                        |
| Album Hoa Kỳ Billboard 200                    | 5                        |
| Album Hoa Kỳ Top Dance/Electronic (Billboard) | 1                        |

| Bảng xếp hạng (2014)                       | Vị trí |
| ------------------------------------------ | ------ |
| Australian Albums (ARIA)                   | 74     |
| Australian Dance Albums (ARIA)             | 8      |
| Swedish Albums (Sverigetopplistan)         | 41     |
| UK Albums (OCC)                            | 42     |
| Hoa Kỳ Dance/Electronic Albums (Billboard) | 11     |

| Bảng xếp hạng (2015)                       | Vị trí |
| ------------------------------------------ | ------ |
| Australian Albums (ARIA)                   | 95     |
| Australian Dance Albums (ARIA)             | 9      |
| Danish Albums (Hitlisten)                  | 24     |
| Mexican Albums (AMPROFON)                  | 50     |
| Swedish Albums (Sverigetopplistan)         | 12     |
| UK Albums (OCC)                            | 44     |
| Hoa Kỳ Billboard 200                       | 75     |
| Hoa Kỳ Dance/Electronic Albums (Billboard) | 3      |

## Chứng nhận
| Quốc gia                                                                           | Chứng nhận  | Số đơn vị/doanh số chứng nhận |
| ---------------------------------------------------------------------------------- | ----------- | ----------------------------- |
| Úc (ARIA)                                                                          | Vàng        | 35.000^                       |
| México (AMPROFON)                                                                  | Vàng        | 30.000^                       |
| Ba Lan (ZPAV)                                                                      | Bạch kim    | 20.000‡                       |
| Thụy Điển (GLF)                                                                    | 2× Bạch kim | 80.000‡                       |
| Anh Quốc (BPI)                                                                     | Bạch kim    | 300.000‡                      |
| * Chứng nhận dựa theo doanh số tiêu thụ. ^ Chứng nhận dựa theo doanh số nhập hàng. |             |                               |

## Lịch sử phát hành
| Khu vực        | Ngày                 | Định dạng          | Nhãn đĩa         | Tham khảo       |
| -------------- | -------------------- | ------------------ | ---------------- | --------------- |
| Úc             | 31 tháng 10 năm 2014 | CD tải kỹ thuật số | Sony             | [ 95 ] [ 96 ]   |
| Đức            | 31 tháng 10 năm 2014 | CD tải kỹ thuật số | Sony             | [ 97 ] [ 98 ]   |
| Ireland        | 31 tháng 10 năm 2014 | CD tải kỹ thuật số | Fly Eye Columbia | [ 99 ] [ 100 ]  |
| Thụy Điển      | 31 tháng 10 năm 2014 | CD tải kỹ thuật số | Sony             | [ 101 ] [ 102 ] |
| Pháp           | 3 tháng 11 năm 2014  | CD tải kỹ thuật số | Sony             | [ 103 ] [ 104 ] |
| Vương quốc Anh | 3 tháng 11 năm 2014  | CD tải kỹ thuật số | Fly Eye Columbia | [ 105 ] [ 106 ] |
| Ý              | 4 tháng 11 năm 2014  | CD tải kỹ thuật số | Sony             | [ 107 ] [ 108 ] |
| Hoa Kỳ         | 4 tháng 11 năm 2014  | CD tải kỹ thuật số | Columbia         | [ 109 ] [ 110 ] |
| Nhật Bản       | 4 tháng 11 năm 2014  | Tải kỹ thuật số    | Sony             | [ 111 ]         |
| Nhật Bản       | 12 tháng 11 năm 2014 | CD                 | Sony             | [ 48 ]          |
| Hoa Kỳ         | 14 tháng 4 năm 2015  | LP                 | Columbia         | [ 112 ]         |
| Pháp           | 17 tháng 4 năm 2015  | LP                 | Sony             | [ 113 ]         |
| Đức            | 20 tháng 4 năm 2015  | LP                 | Sony             | [ 114 ]         |
| Vương quốc Anh | 20 tháng 4 năm 2015  | LP                 | Fly Eye Columbia | [ 115 ]         |